# ماريانغيلا فيلالونغا
ماريانغيلا فيلالونغا (جيرونا، 3 أبريل 1952) أستاذة إسبانية في فقه اللغة اللاتينية بجامعة جيرونا. بين عامي 2017 و2019 كانت نائبة ثانية لرئيس معهد الدراسات الكتالونية، وهي مؤسسة شغلت فيها العديد من المناصب العليا. في 25 آذار 2019 أصبحت وزيرة الثقافة في حكومة كيم تورا التابعة لجنرال كاتالونيا. انتهت فترة ولايتها كوزيرة للثقافة في 3 سبتمبر 2020.
كان والدها هو الخياط جوزيب فيلالونغا. ولدت في جيرونا ونشأت في لاغوستيرا. درست المدرسة الابتدائية في كارميليتيس في البلدية والبكالوريا الابتدائية في معهد جيرونا. درست لاحقًا في معهد جاومي فيسنتس فيفيس في جيرونا. بدأت دراستها الجامعية في الفلسفة والأدب من جامعة جيرونا، وتخرجت في فقه اللغة الكلاسيكية في جامعة برشلونة المستقلة. في سبتمبر 1974 دافعت عن أطروحتها الهيكل السامي في رسالة بولس الرسول إلى هوراس. في نفس العام بدأت العمل كمدرسة في كلية جيرونا الجامعية وتزوجت عام 1975.